# Estación Diego de Almagro (Salta)
Diego de Almagro es una estación ferroviaria ubicada en el departamento Rosario de Lerma, provincia de Salta, Argentina.
En 2019 fue declarada Bien de interés industrial nacional.

## Servicios
Se encuentra actualmente sin operaciones de pasajeros.
Sus vías corresponden al Ramal C14 del Ferrocarril General Belgrano por donde transitan formaciones de carga de la empresa estatal Trenes Argentinos Cargas.

## Toponimia
Debe su nombre a Diego de Almagro, conquistador español del siglo XVI.